# Dendropanax poilanei
Dendropanax poilanei är en araliaväxtart som beskrevs av Bui. Dendropanax poilanei ingår i släktet Dendropanax och familjen Araliaceae. Inga underarter finns listade.